# Huosoma tinctipenne
Huosoma tinctipenne – gatunek ważki z rodziny łątkowatych (Coenagrionidae). Występuje w Chinach; stwierdzony w prowincjach Junnan i Syczuan.

## Systematyka
Gatunek ten opisał (w oparciu o trzy samice) w 1894 roku Robert McLachlan, nadając mu nazwę Erythromma tinctipennis. W 1896 roku ten sam autor zbadał i opisał samca oraz postanowił przenieść gatunek do rodzaju Pyrrhosoma. W 2013 roku Guan, Dumont, Yu, Han i Vierstraete w oparciu badania filogenetyczne przenieśli gatunek do nowo utworzonego rodzaju Huosoma, czyniąc go jego gatunkiem typowym.